# Zneužití pravomoci veřejného činitele
Zneužití pravomoci veřejného činitele byl trestný čin v již neplatném zákoně č. 140/1961 Sb. (Trestní zákon) § 158). Trestní zákon byl nahrazen zákonem č. 40/2009 Sb. (Trestní zákoník). Aktuální trestní zákoník tento čin upravuje v § 329 jako zneužití pravomoci úřední osoby.
Již neplatný trestní zákon tento trestný čin popisoval tak, že veřejný činitel, který v úmyslu způsobit jinému škodu anebo opatřit sobě nebo jinému neoprávněný prospěch vykonává svou pravomoc způsobem odporujícím zákonu, překročí svou pravomoc, nebo nesplní povinnost vyplývající z jeho pravomoci.

## Trest
Za tento trestný čin mohl být pachatel potrestán odnětím svobody na šest měsíců až tři léta nebo zákazem činnosti. Odnětím svobody na tři léta až deset let mohl být pachatel potrestán, opatřil-li činem sobě nebo jinému značný prospěch, způsobil-li takovým činem vážnou poruchu v činnosti podniku nebo organizace, nebo způsobil-li takovým činem značnou škodu nebo jiný zvlášť závažný následek.